# Michalīs Chrysochoidīs
Michalīs Vasileiou Chrysochoidīs (in greco Μιχάλης Βασιλείου Χρυσοχοΐδης?; Nīsi Īmathias, 31 ottobre 1955) è un politico greco.

## Biografia
È nato il 31 ottobre 1955 a Nīsi Īmathias, villaggio nel comune di Alexandreia in Macedonia Centrale, da genitori greci di origini turche; il padre veniva infatti dalla provincia di Manisa (o Magnesia) mentre la madre era originaria di Bafra, nel Ponto, e le famiglie di entrambi i genitori emigrarono in Grecia negli anni 1920 in seguito allo scambio di popolazioni tra Grecia e Turchia.
Si è laureato nel 1978 presso la Facoltà di Giurisprudenza dell'Università Aristotele di Salonicco, svolgendo poi l'attività professionale di avvocato a Veria.

### Carriera politica
Nominato prefetto della prefettura di Karditsa nel 1987, fu poi eletto col Movimento Socialista Panellenico (PASOK) al Parlamento ellenico alle elezioni del giugno 1989 per la prefettura di Emazia, venendo rieletto nella stessa circoscrizione fino al 2007, anno in cui iniziò a venir eletto nella circoscrizione di Atene II.
Nel 1994 è stato nominato Viceministro del commercio nel governo di Andreas Papandreou, divenendo poi nel 1996 Viceministro dello sviluppo e del commercio nel governo di Kōstas Simitīs, il quale nel 1999 lo ha nominato Ministro dell'ordine pubblico; durante il suo primo mandato ministeriale è stata sgominata l'organizzazione terroristica 17 novembre ed è stata notato un forte incremento nella risoluzione di vari crimini, grazie alla creazione della figura del poliziotto di quartiere.
Nel 2009 è stato nominato nuovamente Ministro della protezione civile nel governo di Giōrgos Papandreou; nella serata del 24 giugno 2010 un pacco bomba a lui indirizzato è esploso nella sede del Ministero, uccidendo il vicedirettore della Polizia Giōrgo Vasilakī. Nel settembre 2010 Papandreou lo ha nominato Ministro dello sviluppo, della competitività e della navigazione, carica mantenuta anche nel governo di Loukas Papadīmos; nel governo Papadīmos è stato nuovamente Ministro della protezione civile dal 7 marzo al 7 maggio 2012. Nel governo di coalizione di Antōnīs Samaras è stato Ministro delle infrastrutture, dei trasporti e delle reti.
Nel primo governo di Kyriakos Mītsotakīs è stato nominato nuovamente Ministro della protezione civile, venendo conseguentemente espulso dal PASOK insieme a Lina Mendōnī. Nel secondo governo Mītsotakīs è stato nominato prima Ministro della salute e poi in seguito nuovamente Ministro della protezione civile.

## Vita privata
È sposato con Maria Matsouka e ha due figlie e tre figli.